# 西鳥羽駅
西鳥羽駅（にしとばえき）は、かつて福井県今立郡神明村（現・鯖江市）鳥羽にあった福武電気鉄道（現・福井鉄道福武線）の駅（廃駅）である。

## 歴史
- 1925年（大正14年）7月26日：福武電気鉄道兵営駅（現・神明駅） - 福井市駅（現・赤十字前駅）間開通に伴い開業[2]。
- 1935年（昭和10年）10月1日：鳥羽中駅開業に伴い廃駅となる。

## 隣の駅
福武電気鉄道
福武線
兵営駅 - 西鳥羽駅 - 三十八社駅